# Tugela

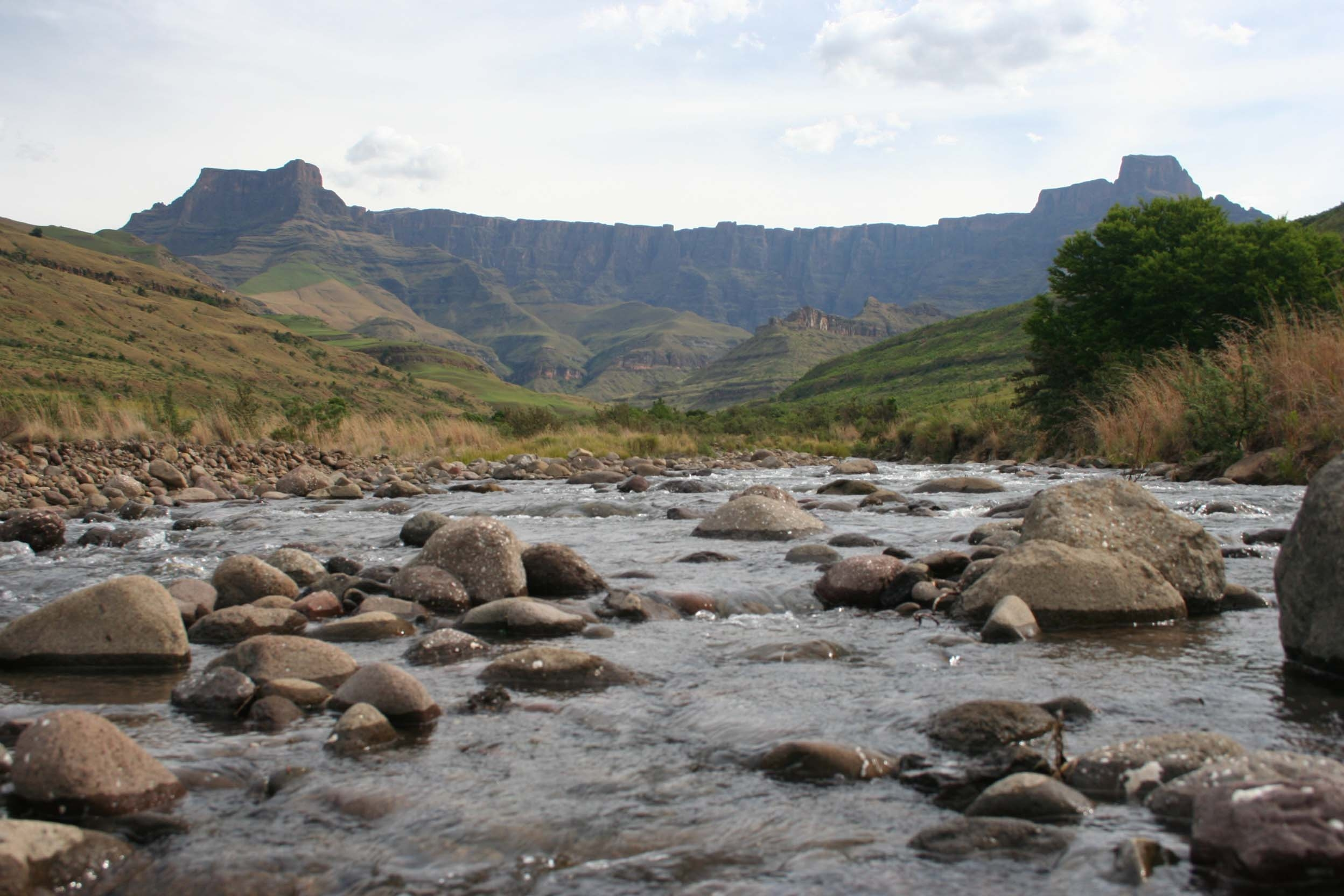
Tugela med den så kallade Drakensberg amfiteater i bakgrunden

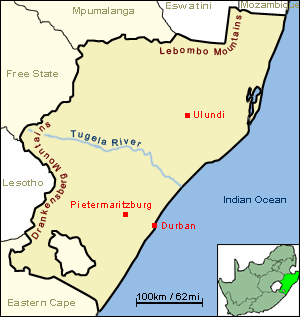
Tugelas lopp genom KwaZulu-Natal

Tugela är en flod i provinsen KwaZulu-Natal i Sydafrika, cirka 40 mil lång, som rinner från Mont-Aux-Sources i Drakensberg och mynnar ut i Indiska oceanen cirka tio mil norr om Durban. Tugela bildar i en serie forsar Tugelafallen som är världens näst högsta vattenfall, med en total fallhöjd på 947 meter. Det högsta av dessa fall är 410 meter.